# صدف شاهین
صدف شاهین (Sedef Şahin)، (متولد ۱۴ مه ۱۹۹۲، استانبول)، بازیگر زن اهل ترکیه است. او در دبیرستان هنرهای زیبای پرایوت پرا در رشته تئاتر تحصیل کرد. او در تبلیغات، کاتالوگ‌ها و سریال‌های تلویزیونی مختلفی شرکت کرد. او با بازی در نقش یشیم در سریال تلویزیونی «بلالی بالدیز» Belalı Baldız شناخته شد. او به عنوان بازیگر مهمان در سریال‌های تلویزیونی Patron Kim و Avrupa Yakası en:Avrupa Yakası حضور داشت. او در سریال تلویزیونی Sevgili Dünürüm که بین سال‌های ۲۰۰۷–۲۰۰۸ از شبکه استار تی‌وی پخش می‌شد، نقش شخصیتی به نام مینه را بازی کرد. بعدها، او در سریال تلویزیونی «مردی که نمی‌خواهد» که از شبکه TRT 1 پخش می‌شد، بازی کرد. در سال ۲۰۱۰، او در نمایش «ملکه لیر» به همراه ییلدیز کنتر، بازیگر برجسته تئاتر، بازی کرد. در سال ۲۰۱۱ او در نقش جانسو در سریال اسمش را فریحا گذاشتم، در سال ۲۰۱۵، او نقش ایپک را در سریال تلویزیونی «عاشق عشق» که از شبکه شو تی‌وی پخش شد، بازی کرد. او اخیراً شخصیت ماریا را در سریال تلویزیونی قیام ارطغرل به تصویر کشیده است.